# Пуэрто-Рико (настольная игра)
Пуэрто-Рико — настольная игра немецкого стиля, разработанная Андреасом Зейфартом и изданная в 2002 году. Игроки примеряют на себя роли администраторов колонии на острове Пуэрто-Рико предположительно в эпоху Конкисты. Цель игры — накопить победные очки благодаря отгрузке товаров или строительству зданий. В Пуэрто-Рико могут играть 2-5 игроков. Существуют официальные дополнения — «Новые здания» и «Дворяне», включающие в себя соответственно дополнительные здания и новый тип колонизаторов — дворяне, которые приносят победные очки просто по факту их присутствия на вашем планшете.
По состоянию на 14 апреля 2018 Пуэрто-Рико занимает 14 место среди всех настольных игр за всю историю в самом популярном рейтинге настольных игр на сайте BoardGameGeek.

## Улучшения по игровому балансу
К официальным правилам могут быть применены следующие изменения, чтобы сбалансировать игру:
1. Цены зданий «Фабрики» и «Университет» можно поменять местами, чтобы «Фабрика» стоила 8 дублонов, а «Университет» — 7 дублонов. Создатель игры Андреас Зейфарт сказал, что он бы поменял их стоимости, если бы разрабатывал игру сегодня.
2. Игрокам, начинающим с плантацией кукурузы, можно дать на 1 дублон меньше, чем игрокам, стартующим с плантацией индиго.